# Gorc Gorcowski
Gorc Gorcowski – zarastająca lasem polana w Gorcach na południowym stoku Gorca, tuż pod jego wierzchołkiem, na wysokości około 1130–1180 m n.p.m. Jej stoki opadają na południowy wschód do doliny Potoku Gorcowego (lewego dopływu Ochotnicy). Prowadzi przez nią wozowa droga łącząca pięć podszczytowych polan Gorca: Gorc Młynieński, Gorc Gorcowski, Hale Podgorcowe, Polany i Hale Gorcowskie. Dawniej drogą tą zwożono siano z tych polan. W niektórych opracowaniach i na niektórych mapach Hale Podgorcowskie nie są wyróżniane, lecz utożsamiane są (błędnie) z polaną Gorc Gorcowski.
Na polanie znajduje się wysoki krzyż zamontowany przez uczestników ruchu oazowego. Od dawna nieużytkowana zarasta lasem. Z jeszcze niezarośniętych fragmentów rozległe widoki na Pasmo Lubania, Tatry i dolinę Ochotnicy. Poniżej Gorca Gorcowskiego, na Halach Podgorcowych w okresie letnim czynna jest studencka baza namiotowa na Gorcu (w pobliżu dwóch źródeł wody).
Gorc Gorcowski znajduje się w granicach wsi Ochotnica Dolna w województwie małopolskim, w powiecie nowotarskim, w gminie Ochotnica Dolna.

## Szlak turystyczny
Ochotnica Dolna – Jaworzynka Gorcowska – Hale Gorcowskie – Hale Podgorcowe – Gorc Gorcowski – Gorc. Odległość 7,3 km, suma podejść 640 m, suma zejść 40 m, czas przejścia 2:50 h, ↓ 1:40 h.

## Przypisy

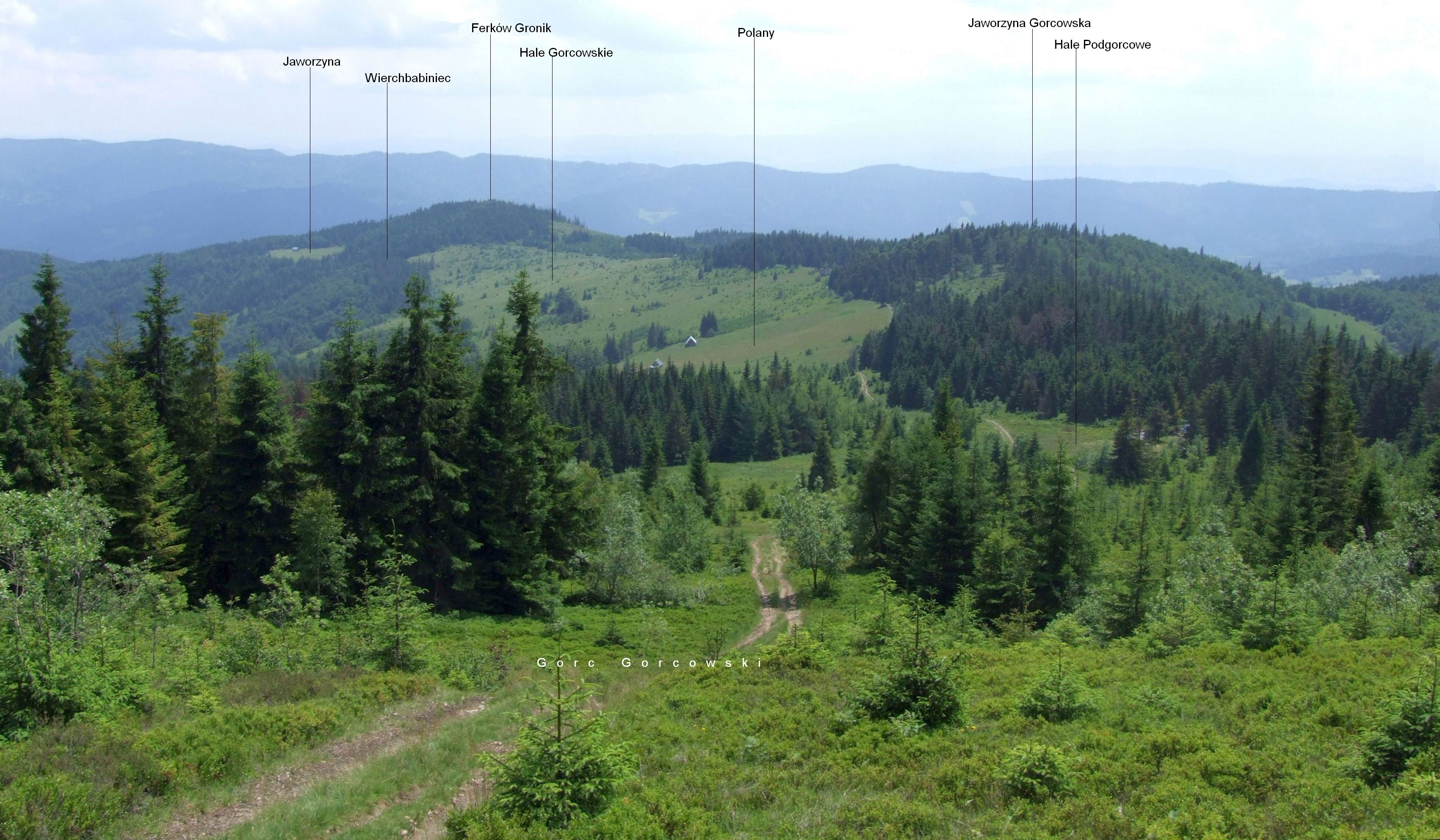
Widok z Gorca Gorcowskiego